# Sant'Angelo a Lecore
Sant'Angelo a Lecore is een plaats (frazione) in de Italiaanse gemeente Campi Bisenzio in de metropolitane stad Florence.